# Reuterweg (Frankfurt am Main)
Der Reuterweg ist eine Straße im Frankfurter Stadtteil Westend.

## Lage
Die Straße beginnt bei den Nummern 44 und 46 der Bockenheimer Anlage und verläuft in nördlicher Richtung bis zur Wolfsgangstraße, hinter deren Nummer 115 sie endet. Der Reuterweg ist die geografische Fortsetzung der von Südwesten her kommenden Mainzer Landstraße, von der sie nur durch die dazwischen liegende Bockenheimer Anlage und Taunusanlage getrennt ist. Im Norden wird der Reuterweg durch die Bremer Straße fortgesetzt, die sich unmittelbar an den Bremer Platz anschließt.

## Geschichte
Der ursprünglich von Reitern genutzte Weg erhielt seinen Namen 1846, weil Reuter eine alte Form des Wortes Reiter war. 1888 erfolgte der Ausbau als Straße, wofür ein Teil des  Rothschildparks geopfert wurde.
Sowohl der Frankfurt-Marathon als auch der JPMorgan Chase Corporate Challenge führen über den Reuterweg.

## Markante Punkte
Gleich zu Beginn der Straße befindet sich der Opernturm. Unmittelbar nördlich desselben schließt sich der Rothschildpark an, der westlich des Reuterwegs und gegenüber dem am östlichen Rand der Straße gelegenen Gebäudekomplex Die Welle verläuft. An der Nordgrenze des Parks befindet sich das Instituto Cervantes mit Eingang unter Nummer 1 der westwärts verlaufenden Staufenstraße.
Im Winter 1919/20 lebte der Dramaturg und Schriftsteller Paul Kornfeld (1889–1942) im Haus Nummer 75.
Das am Ende des Reuterwegs gelegene Haus Nummer 91 diente vor der NS-Zeit als jüdisches Altersheim und während des Zweiten Weltkriegs als Sammellager für „Westarbeiter“. In dem 24 Räume umfassenden Gebäude waren zeitweise bis zu 175 Menschen untergebracht.